# مهدی عمیدی
مهدی عمیدی آهنگ (زادهٔ ۸ آبان ۱۳۵۸، مشهد)، کوهنورد، هیمالیانورد مستقل و نخستین ایرانی بود که توانست قلهٔ اورست را بدون کمک کپسول اکسیژن صعود نماید. او بلافاصله پس از اورست، قلهٔ لهوتسه را فتح کرد.
وی کوهنوردی حرفه‌ای را از سن ۱۹ سالگی و در ارتفاعات استان خراسان آغاز نمود و موفق به صعود به قله‌های مرتفعی همچون اسپانتیک، خان تنگری، ماناسلو، اورست (بدون استفاده از اکسیژن)، لهوتسه (بدون استفاده از اکسیژن)، پوبدا و کی ۲ (تا ارتفاع ۸٬۲۰۰ متری) شده‌است.

## مفقودی
در ۲۲ مهر ۱۳۹۱ مهدی عمیدی که برای صعود به قله‌های مون بلان رهسپارِ فرانسه شد در این منطقه مفقود گردید و با گذشت چند هفته بی‌خبری از او، ژاندارمری منطقهٔ شامونیکس فرانسه گزارش عملیات خود برای یافتن این کوهنورد را این‌گونه اعلام نمود: «... با توجه به زمان سپری شده از تاریخ ناپدیدشدن «مهدی عمیدی» و بارش برف تا سطح یک متر در ارتفاعات مون بلان احتمال زنده پیداکردن وی بسیار ضعیف است. برهمین اساس دادگاه بوننوال اطلاعات مهدی عمیدی شامل DNA را در فهرست ناپدیدشدگان قرار داده تا در صورت پیداکردن وی در آینده بتوان مهدی عمیدی را شناسایی کرد تا بستگانش مطلع شوند.»

## صعودها
- صعود قلهٔ اسپانتیک ارتفاع ۷٬۰۳۰ متر در پاکستان عضو تیم ملی سال ۸۳
- صعود قلهٔ خان‌تنگری ارتفاع ۷٬۰۱۰ متر قزاقستان عضو تیم ملی سال ۸۴
- صعود قلهٔ پوبدا ارتفاع ۷٬۴۳۹ متر قرقیزستان عضو تیم ملی سال ۸۴
- صعود قلهٔ منگلیکسار ارتفاع ۶٬۰۵۰ متر پاکستان سرپرستی سال ۸۵
- صعود قلهٔ نوشاخ ارتفاع ۷٬۴۹۲ متر افغانستان سرپرست سال ۸۶
- صعود قلهٔ دالیز ارتفاع ۶٬۲۰۰ متر پاکستان سرپرست سال ۸۶
- صعود قلهٔ موستاق اتا ارتفاع ۷٬۵۶۰ متر چین سرپرست سال ۸۷–۸۸
- صعود قلهٔ لنین ارتفاع ۷٬۱۳۴ متر قرقیزستان سرپرست سال۸۷
- صعود به قلهٔ ماناسلو ارتفاع ۸٬۱۶۳ متر نپال سرپرست سال ۸۸
- صعود قلهٔ ایلند پیک ارتفاع ۶٬۱۹۸ متر نپال سرپرست سال ۸۸
- صعود قله‌های کمونیزم ارتفاع ۷٬۴۹۵ متر در تاجیکستان سرپرست سال ۸۹
- صعود قله‌های کورژن وسکایا ارتفاع ۷٬۱۰۵ متر تاجیکستان سرپرست سال ۸۹
- صعود قلهٔ کلیمانجارو ارتفاع ۵٬۸۹۵ متر تانزانیا سرپرست سال ۱۳۸۹
- صعود قلهٔ اورست ارتفاع ۸٬۸۴۸ (صعود نخستین ایرانی بدون اکسیژن به قله) سال ۱۳۹۰
- صعود قلهٔ لوتسه ارتفاع ۸٬۵۱۶ متر کشور نپال سال ۱۳۹۰
- صعود قلهٔ پودا ارتفاع ۷٬۴۳۹ متر قرقیزستان و به‌صورت انفرادی و آلپی سال ۱۳۹۰
- دریافت نشان پلنگ برفی روسیه سال ۱۳۹۰
- صعود قلهٔ دائولاگیری ارتفاع ۸٬۱۶۷ متر کشور نپال سرپرست ۱۳۹۱
- صعود تا ارتفاع ۸٬۲۰۰ قله k۲ کشور پاکستان ۱۳۹۱
- صعود به قلهٔ مون بلان فرانسه که در جریان این صعود مهدی عمیدی مفقود اعلام شد (آبان ۱۳۹۱)